# Xenylla tadzhika
Xenylla tadzhika är en urinsektsart som beskrevs av Olga M. Martynova 1968. Xenylla tadzhika ingår i släktet Xenylla och familjen Hypogastruridae. Inga underarter finns listade i Catalogue of Life.